# Rueda de timón

Rueda clásica en madera de un barco de vela grande y antiguo.

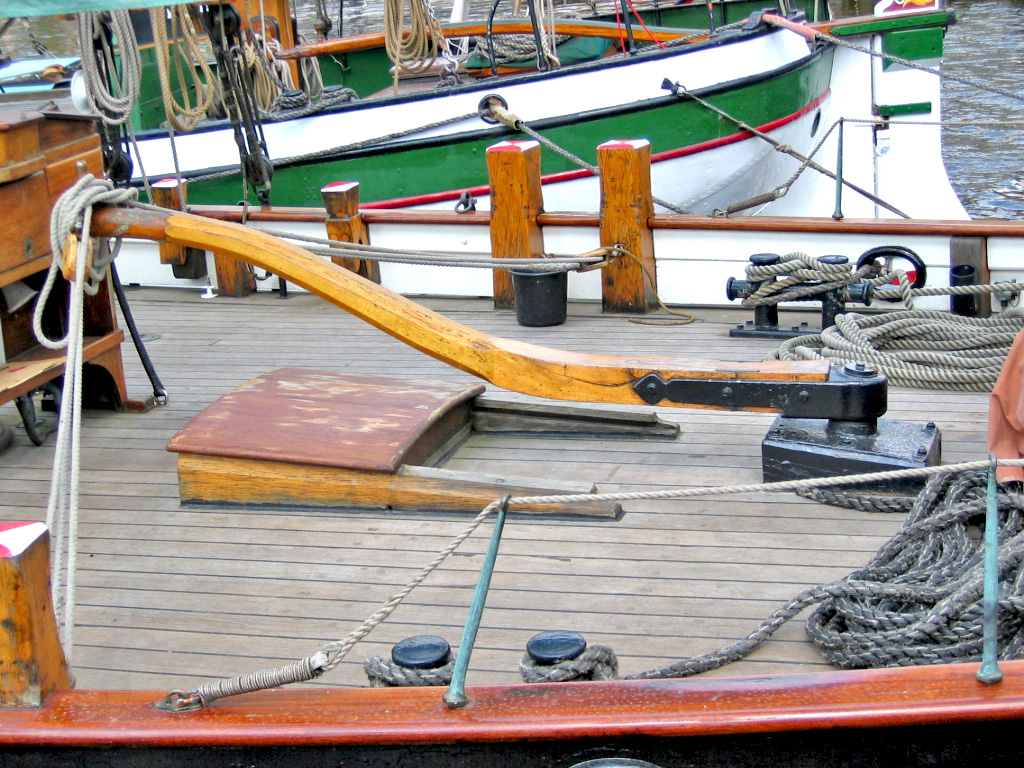
Caña de timón.

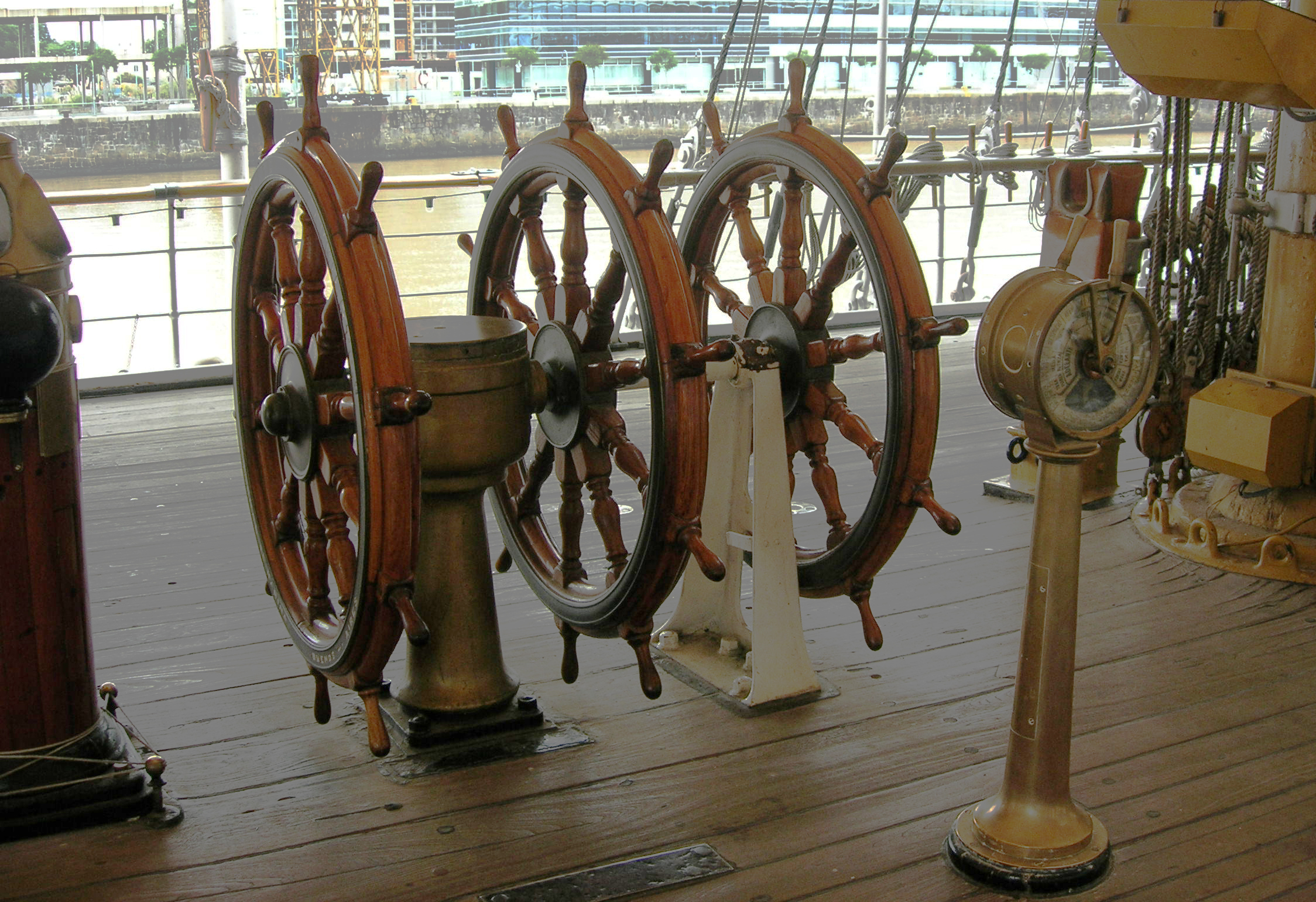
Rueda de timón múltiple.

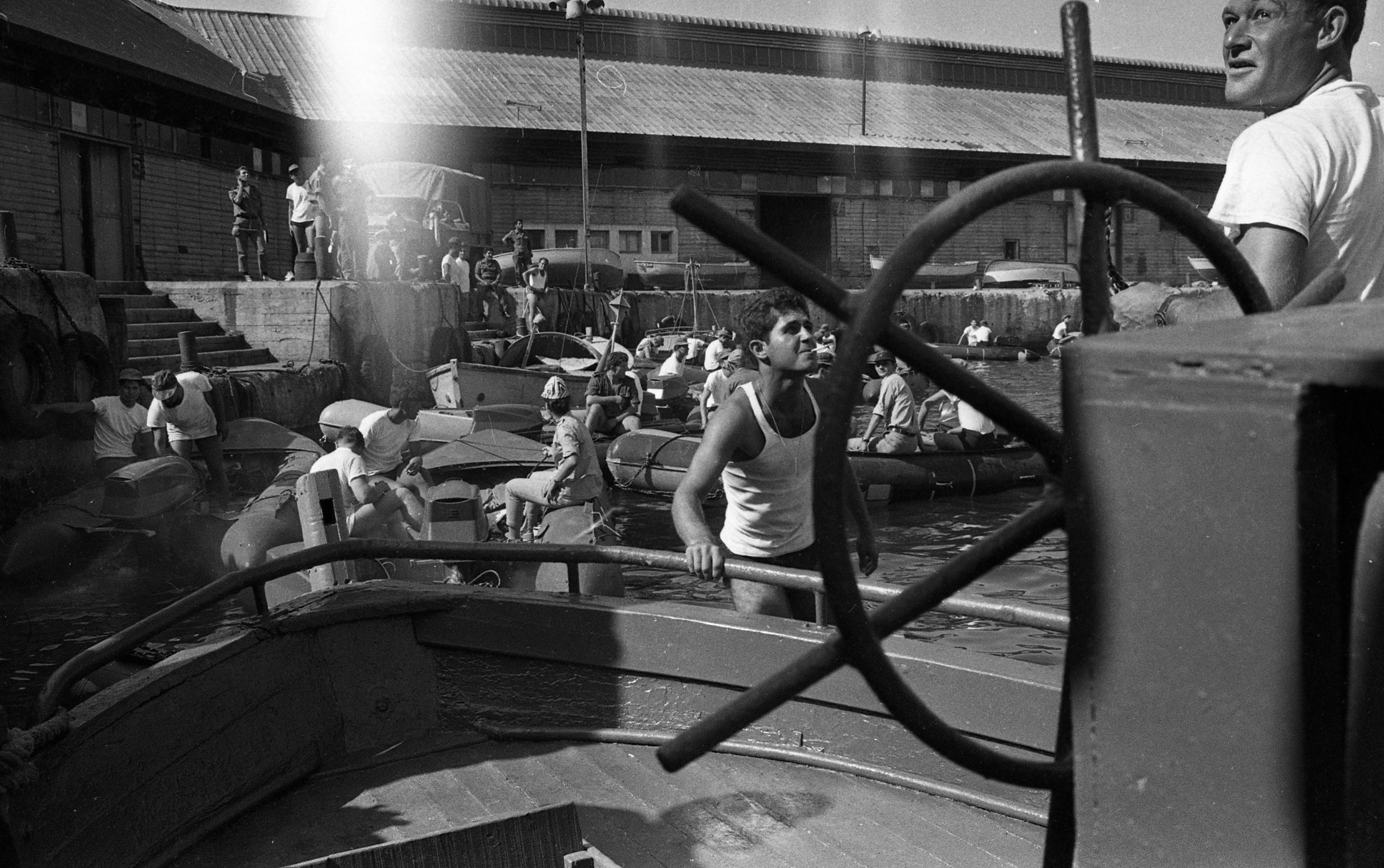
Rueda de timón, Israel 1969

En náutica, la rueda de gobierno es el sistema de control del movimiento del timón. Puede tener diferentes formas:

## Timón de caña
Los timoneles en los barcos más nuevos utilizaban para mover el timón un palo largo fijado directamente en la parte superior del timón, (un palo vertical que actuaba sobre el timón), la caña del timón. Esta vara de madera o de metal, conectada directamente a la parte superior del timón, permite controlar el rumbo del barco de la siguiente forma:
- Caña a la vía: El barco sigue el mismo rumbo
- Caña en babor: El barco vira a estribor
- Caña en estribor: El barco vira a babor

Generalmente se usa en las embarcaciones menores (barcas, botes). En efecto, algunos motores fuera de borda poseen caña para dirigir la embarcación.

## Timón de rueda
Véase también rueda de cabillas. La rueda de timón, también llamada rueda de gobierno o rueda de comando direccional y también  simple e impropiamente timón es el método moderno de ajustar el ángulo del timón respecto de la línea de crujía, y así cambiar el rumbo del barco. Consiste en una rueda que hace mover el timón mediante poleas y cables. También se le llama simplemente «timón», que incluye el resto del mecanismo de dirección o «caña», en referencia al timón clásico.
Los primeros barcos con rueda de timón (c. 1700) funcionaban en correspondencia al movimiento de la caña clásica, con un movimiento hacia la derecha (que correspondía a un movimiento de la caña hacia la derecha) girando por tanto el timón del barco hacia babor, haciendo virar el barco hacia babor.
Finalmente, la dirección de control de la rueda se invirtió para hacerlo más coherente con la acción del volante de un vehículo de motor, funcionando de la siguiente forma (aunque sea de "rueda" se sigue usando el término «caña»):
- Rueda a la vía: El barco sigue el mismo rumbo
- Rueda a babor: El barco vira a babor
- Rueda a estribor: El barco vira a estribor

La rueda suele estar conectada a un servosistema mecánico, eléctrico o hidráulico.
El diseño de la rueda de timón probablemente influyó en el del volante de los coches.
Con el paso del tiempo, la misma ha ido reduciéndose de dimensiones a tal punto de quedar como un simple volante de dirección muy similar al de los automóviles.

## Timón de joystick
En algunos barcos modernos se ha sustituido la rueda por un sistema de posicionamiento dinámico, su mando se realiza mediante una palanca de mando tipo joystick, un simple conmutador que controla remotamente un accionamiento electromecánico o electrohidráulico para el timón, con un indicador de posición del timón en la presentación de información al timonel.

## Galería

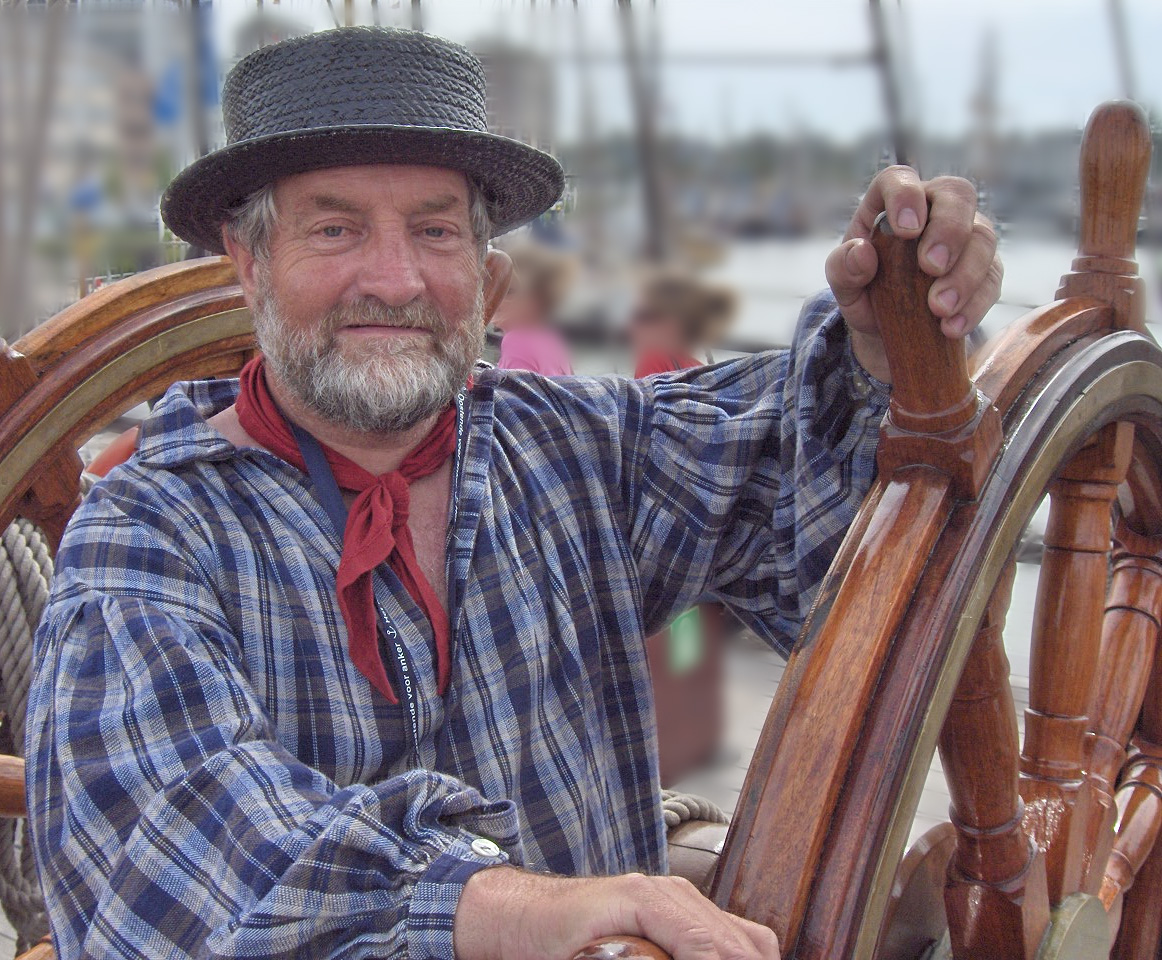
Timón de rueda.
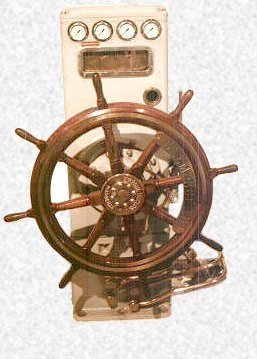
Rueda del Clemenceau.
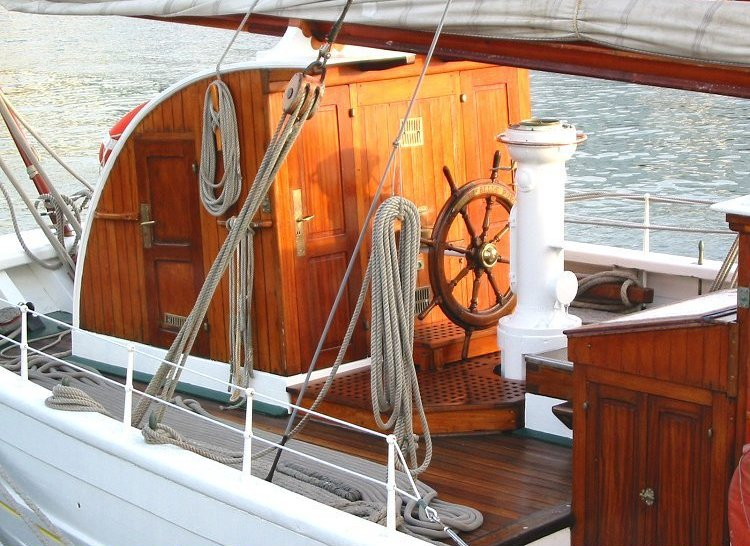
Rueda de la Belle Poule (sin relación con el buque del siglo XIX).
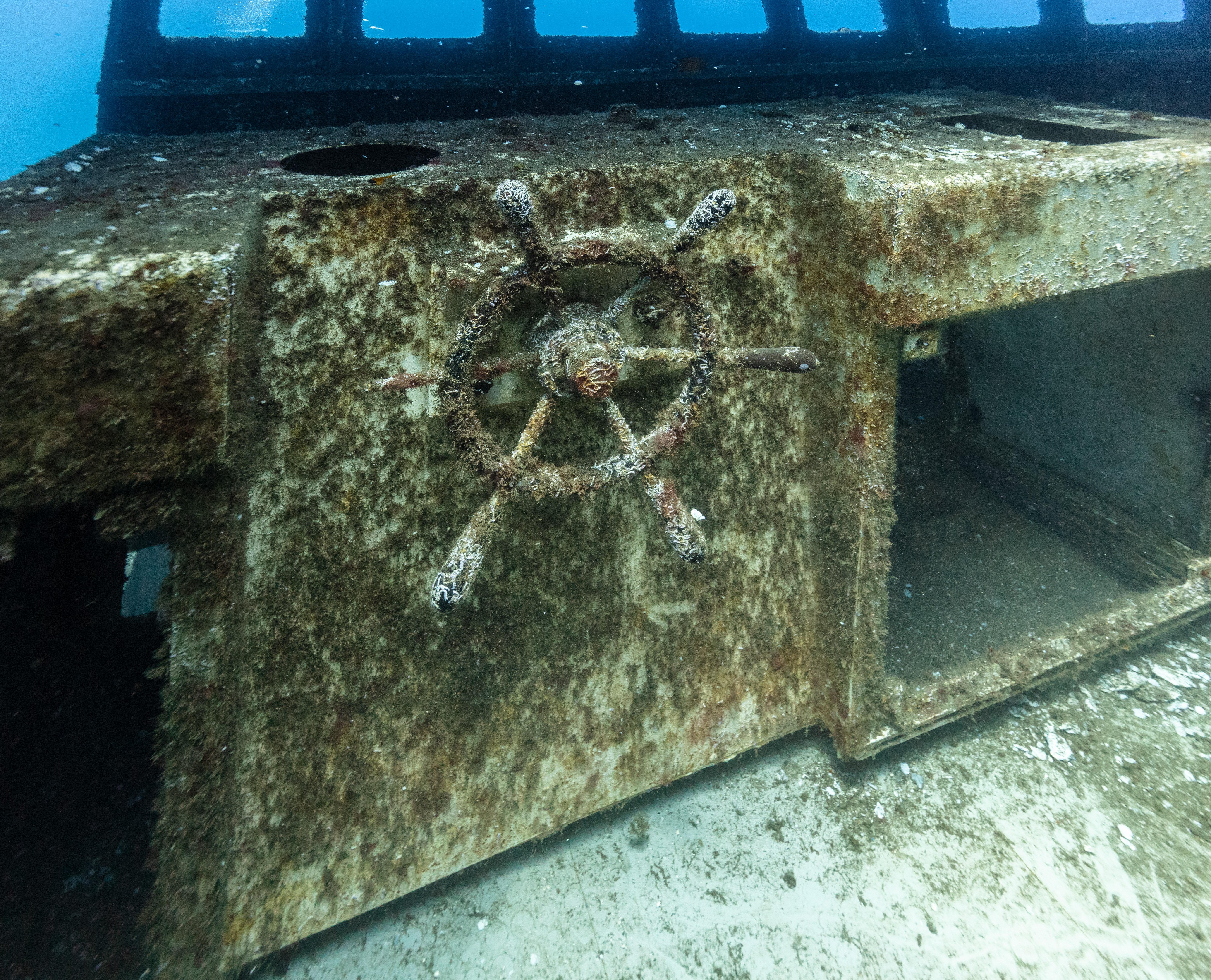
Rueda de timón de la Puente,  corbeta Afonso Cerqueira, hundido en Madeira, Portugal.